# Classificació de la Copa del Món de futbol 1934
Per a la Copa del Món de Futbol 1934, disputada a Itàlia, es va celebrar una fase de classificació per a determinar les 16 seleccions participants. Hi van participar 32 seleccions que van ser dividides en 12 grups i que van classificar 16 seleccions per a la fase final, inclosa Itàlia, que tot i ser organitzadora també va prendre part en aquesta fase.
Les seleccions es van dividir de la següent manera:
- Europa: 21 equips competint per 12 places. Grups 1 al 8.
- Amèrica del Sud: 4 equips competint per 2 places. Grups 9 al 10.
- Amèrica del Nord i el Carib: 4 equips competint per 1 plaça. Grup 11.
- Àfrica i Àsia: 3 equips competint per 1 plaça. Grup 12.

## Europa

### Grup 1
| Equip    | Pts | PJ | PG | PE | PP | GF | GC |
| -------- | --- | -- | -- | -- | -- | -- | -- |
| Suècia   | 4   | 2  | 2  | 0  | 0  | 8  | 2  |
| Lituània | 0   | 1  | 1  | 0  | 0  | 0  | 2  |
| Estònia  | 0   | 1  | 1  | 0  | 0  | 2  | 6  |

| Data               | Seu      | Partit   | Partit              | Partit | Partit            | Partit  |
| ------------------ | -------- | -------- | ------------------- | ------ | ----------------- | ------- |
| 11 de juny de 1933 | Estocolm | Suècia   | Bandera de Suècia   | 6:2    | Estònia           | Estònia |
| 29 de juny de 1933 | Kaunas   | Lituània | Bandera de Lituània | 0:2    | Bandera de Suècia | Suècia  |

El partit entre Estònia i Lituània no es va jugar en estar les dues seleccions ja eliminades.
- Classificat: Suècia

### Grup 2
| Data               | Seu    | Partit   | Partit                     | Partit | Partit                     | Partit   |
| ------------------ | ------ | -------- | -------------------------- | ------ | -------------------------- | -------- |
| 11 de març de 1934 | Madrid | Espanya  | Segona República Espanyola | 9:0    | Portugal                   | Portugal |
| 18 de març de 1934 | Lisboa | Portugal | Portugal                   | 1:2    | Segona República Espanyola | Espanya  |

- Classificat: Espanya

### Grup 3
| Data                                           | Seu  | Partit | Partit | Partit | Partit | Partit |
| ---------------------------------------------- | ---- | ------ | ------ | ------ | ------ | ------ |
| 25 de març de 1934                             | Milà | Itàlia | Itàlia | 4:0    | Grècia | Grècia |
| Grècia es retirà i no disputà el segon partit. |      |        |        |        |        |        |

- Classificat: Itàlia

### Grup 4
| Equip    | Pts | PJ | PG | PE | PP | GF | GC |
| -------- | --- | -- | -- | -- | -- | -- | -- |
| Hongria  | 4   | 2  | 2  | 0  | 0  | 8  | 2  |
| Àustria  | 2   | 1  | 1  | 0  | 0  | 6  | 1  |
| Bulgària | 0   | 3  | 0  | 0  | 3  | 3  | 14 |

| Data               | Seu      | Partit   | Partit   | Partit | Partit   | Partit   |
| ------------------ | -------- | -------- | -------- | ------ | -------- | -------- |
| 25 de març de 1934 | Sofia    | Bulgària | Bulgària | 1:4    | Hongria  | Hongria  |
| 25 d'abril de 1934 | Viena    | Àustria  | Àustria  | 6:1    | Bulgària | Bulgària |
| 28 d'abril de 1934 | Budapest | Hongria  | Hongria  | 4:1    | Bulgària | Bulgària |

Bulgària es retirà i no es continuaren disputant les eliminatòries.
- Classificats: Hongria i Àustria

### Grup 5
| Data                 | Seu      | Partit         | Partit          | Partit | Partit          | Partit         |
| -------------------- | -------- | -------------- | --------------- | ------ | --------------- | -------------- |
| 15 d'octubre de 1933 | Varsòvia | Polònia        | Polònia         | 1:2    | República Txeca | Txecoslovàquia |
| 15 d'abril de 1934   | Praga    | Txecoslovàquia | República Txeca | 2:0    | Polònia         | Polònia        |

Polònia no es presentà en el segon partit i se li donà per perdut per 2 a 0.
- Classificat: Txecoslovàquia

### Grup 6
| Equip      | Pts | PJ | PG | PE | PP | GF | GC |
| ---------- | --- | -- | -- | -- | -- | -- | -- |
| Suïssa     | 3   | 2  | 1  | 1  | 0  | 4  | 2  |
| Romania    | 2   | 2  | 1  | 0  | 1  | 2  | 3  |
| Iugoslàvia | 1   | 2  | 0  | 1  | 1  | 3  | 4  |

| Data                   | Seu      | Partit     | Partit              | Partit | Partit              | Partit     |
| ---------------------- | -------- | ---------- | ------------------- | ------ | ------------------- | ---------- |
| 24 de setembre de 1933 | Belgrad  | Iugoslàvia | Regne de Iugoslàvia | 2:2    | Suïssa              | Suïssa     |
| 29 d'octubre de 1933   | Berna    | Suïssa     | Suïssa              | 2:0    | Romania             | Romania    |
| 29 d'abril de 1934     | Bucarest | Romania    | Romania             | 2:1    | Regne de Iugoslàvia | Iugoslàvia |

Romania i Suïssa havien empatat a 2 però una alineació indeguda dels romanesos atorgà la victòria a Suïssa per 0-2.
- Classificats: Suïssa i Romania

### Grup 7
| Equip         | Pts | PJ | PG | PE | PP | GF | GC |
| ------------- | --- | -- | -- | -- | -- | -- | -- |
| Països Baixos | 4   | 2  | 2  | 0  | 0  | 9  | 4  |
| Bèlgica       | 1   | 2  | 0  | 1  | 1  | 6  | 9  |
| Irlanda       | 1   | 2  | 0  | 1  | 1  | 6  | 9  |

| Data                 | Seu       | Partit        | Partit        | Partit | Partit        | Partit        |
| -------------------- | --------- | ------------- | ------------- | ------ | ------------- | ------------- |
| 25 de febrer de 1934 | Dublín    | Irlanda       | Irlanda       | 4:4    | Bèlgica       | Bèlgica       |
| 8 d'abril de 1934    | Amsterdam | Països Baixos | Països Baixos | 5:2    | Irlanda       | Irlanda       |
| 29 d'abril de 1934   | Anvers    | Bèlgica       | Bèlgica       | 2:4    | Països Baixos | Països Baixos |

- Classificats: Països Baixos i Bèlgica

### Grup 8
| Equip     | Pts | PJ | PG | PE | PP | GF | GC |
| --------- | --- | -- | -- | -- | -- | -- | -- |
| Alemanya  | 2   | 1  | 1  | 0  | 0  | 9  | 1  |
| França    | 2   | 1  | 1  | 0  | 0  | 6  | 1  |
| Luxemburg | 0   | 2  | 0  | 0  | 2  | 2  | 15 |

| Data               | Seu       | Partit    | Partit    | Partit | Partit         | Partit   |
| ------------------ | --------- | --------- | --------- | ------ | -------------- | -------- |
| 11 de març de 1934 | Luxemburg | Luxemburg | Luxemburg | 1:9    | Imperi Alemany | Alemanya |
| 15 d'abril de 1934 | Luxemburg | Luxemburg | Luxemburg | 1:6    | França         | França   |

- Classificats: Alemanya i França

## Amèrica del Sud
Uruguai, Paraguai i Bolívia van negar-se a participar. Els quatre equips restants es dividiren en dos grups:

### Grup 9
Perú s'havia d'enfrontar al Brasil però es retirà.
- Classificat: Brasil

### Grup 10
Xile s'havia d'enfrontar a l'Argentina. En un primer moment Argentina es retirà, però Xile també va fer el mateix i finalment Argentina reconsiderà la seva opinió.
- Classificat: Argentina

## Amèrica del Nord i Carib

### Grup 11
El grup d'Amèrica del Nord i el Carib es va disputar en tres tongades. A la primera s'enfrontaren Haití i Cuba al millor de tres partits. El guanyador s'enfrontà a Mèxic també al millor de tres partits. El campió s'enfrontaria als Estats Units. Com els dos finalistes no es posaren d'acord sobre qui jugaria de local, la decisió sobre la selecció classificada es va prendre a Roma en un partit que els enfrontà, pocs dies abans de l'inici del campionat.
| Data                | Seu             | Partit | Partit | Partit | Partit                 | Partit       |
| ------------------- | --------------- | ------ | ------ | ------ | ---------------------- | ------------ |
| 28 de gener de 1934 | Port-au-Prince  | Haití  | Haití  | 1:3    | Cuba                   | Cuba         |
| 1 de febrer de 1934 | Port-au-Prince  | Haití  | Haití  | 1:1    | Cuba                   | Cuba         |
| 4 de febrer de 1934 | Port-au-Prince  | Haití  | Haití  | 0:6    | Cuba                   | Cuba         |
| 4 de març de 1934   | Ciutat de Mèxic | Mèxic  | Mèxic  | 3:2    | Cuba                   | Cuba         |
| 11 de març de 1934  | Ciutat de Mèxic | Mèxic  | Mèxic  | 5:0    | Cuba                   | Cuba         |
| 18 de març de 1934  | Ciutat de Mèxic | Mèxic  | Mèxic  | 4:1    | Cuba                   | Cuba         |
| 24 de maig de 1934  | Roma            | Mèxic  | Mèxic  | 2:4    | Estats Units d'Amèrica | Estats Units |

- Classificat: Estats Units

## Àfrica i Àsia

### Grup 12
Aquest grup el componien tres seleccions, però Turquia es retirà abans de començar.
| Data               | Seu      | Partit    | Partit                       | Partit | Partit                       | Partit    |
| ------------------ | -------- | --------- | ---------------------------- | ------ | ---------------------------- | --------- |
| 16 de març de 1934 | El Caire | Egipte    | Regne d'Egipte               | 7:1    | Mandat britànic de Palestina | Palestina |
| 6 d'abril de 1934  | Tel-Aviv | Palestina | Mandat britànic de Palestina | 1:4    | Regne d'Egipte               | Egipte    |

- Classificat: Egipte